# Digenea
Cet article concerne la sous-classe de Plathelminthes. Pour le genre d'algue, voir Digenea (algue).
Sous-classe
Les Digènes, ou Digenea (du grec dis - double et de genos - race), sont une sous-classe de l'embranchement des Plathelminthes qui regroupe les vers plats parasites dotés d'un tégument syncytial et, le plus souvent, de deux ventouses, une ventrale et une buccale.
On trouve fréquemment les sujets adultes dans l'appareil digestif de toutes les classes de vertébrés, mais tous les organes peuvent être infectés. Considérés naguère comme apparentés à la sous-classe des monogènes (Monogenea), les zoologues ont reconnu depuis leur parenté avec les Aspidogastrea, les Monogenea étant à rapprocher des cestodes (dont le ver solitaire est un représentant bien connu).
Plus de 11 800 espèces sont reconnues.

## Systématique
Selon la classification de Hallan, près de 180 familles se répartissent en deux ordres :
- ordre des Diplostomida
  - sous-ordre des Diplostomata
    - super-famille des Brachylaimoidea
    - super-famille des Diplostomoidea
    - super-famille des Schistosomatoidea
- ordre des Plagiorchiida
  - sous-ordre des Apocreadiata
    - super-famille des Apocreadioidea

  - sous-ordre des Bivesiculata
    - super-famille des Bivesiculoidea

  - sous-ordre des Bucephalata
    - super-famille des Bucephaloidea
    - super-famille des Gymnophalloidea

  - sous-ordre des Echinostomata
    - super-famille des Echinostomatoidea

  - sous-ordre des Haplosplanchnata
    - super-famille des Haplosplanchnoidea

  - sous-ordre des Hemiurata
    - super-famille des Azygioidea
    - super-famille des Hemiuroidea

  - sous-ordre des Heronimata
    - super-famille des Heronimoidea

  - sous-ordre des Lepocreadiata
    - super-famille des Lepocreadioidea

  - sous-ordre des Monorchiata
    - super-famille des Monorchioidea

  - sous-ordre des Opisthorchiata
    - super-famille des Opisthorchioidea

  - sous-ordre des Pronocephalata
    - super-famille des Paramphistomoidea
    - super-famille des Pronocephaloidea

  - sous-ordre des Transversotremata
    - super-famille des Transversotrematoidea

  - sous-ordre des Xiphidiata
    - super-famille des Allocreadioidea
    - super-famille des Gorgoderoidea
    - super-famille des Haploporoidea
    - super-famille des Microphalloidea
    - super-famille des Plagiorchioidea